# Sniper Elite 4
Sniper Elite 4 (с англ. — «Снайперская элита») — компьютерная игра от третьего лица, тактический шутер, стелс-экшен, разработанная Rebellion Developments как прямой сиквел Sniper Elite III. Игра была выпущена для Windows, PlayStation 4 и Xbox One 14 февраля 2017 года. Выход игры на платформе Nintendo Switch состоялся 17 ноября 2020 года.

## Игровой процесс
Игра от третьего лица, тактический шутер с элементами стелса. Когда игрок убивает врага с помощью снайперской винтовки с дальнего расстояния, активируется система рентгеновской камеры убийства, в которой игровая камера следует за пулей из снайперской винтовки до цели и показывает части тела, кости или внутренние органы, в которые попадает или которые разрывает пуля. Эта система также была расширена, включая в себя убийство осколками, убийство в ближнем бою и стелс убийства.
Искусственный игровой интеллект был улучшен, у врагов появилась возможность более ответственно реагировать на действия игроков. После убийства врага, другие враги начнут активно искать убитого. Игрок оснащён биноклем, который показывает, где враги, и какое оружие они несут. В особенности игры также входит ранг «офицер». Быстрое убийство офицера приведёт его солдат к отступлению, при этом его убийство в конце миссии позволит значительно увеличить сложность уровня. Игроки могут расставлять ловушки и использовать трупы в качестве мины-ловушки. В игре также присутствуют ночные миссии, в которых игроки могут разбивать источники света, чтобы скрыть своё присутствие.
Карты в игре стали гораздо больше, чем в Sniper Elite III, предоставляя игрокам ещё больше свободы и открытый геймплей. Также карты стали более вертикальными. Новая система движений позволяет Фейрберну подниматься и хвататься за выступы. Кооперативные миссии и соревновательный многопользовательские режимы также присутствуют в игре.

## Сюжет
Действие Sniper Elite 4 происходит в Италии в 1943 году сразу после событий игры Sniper Elite III. Узнав о новом нацистском оружии, Королевский военно-морской флот посылает транспортник «Орхидею» на остров Сан-Селини для расследования. Корабль был быстро потоплен новым оружием — радиоуправляемой противокорабельной ракетой — изобретением учёного Андреаса Кесслера и Хайнца Бёма, высокопоставленного немецкого генерала, о котором союзники имеют мало информации. Снайпера УСС Карла Фейрберна посылают на остров после катастрофы с поручением убить генерала Тобиаса Шмидта вместе с несколькими другими офицерами, которые курировали атаку, снимая её, чтобы использовать в качестве пропаганды. После убийства Шмидта, Фейрберна посылают в деревню Битанти найти Софию «Ангела» Ди Рокко, лидера местного партизанского отряда сопротивления. Не доверяя УСС, которое позволило её отцу быть похищенным нацистами, Ангел вербует Фейрберна разрушить железнодорожную пушку на Виадуке Реджелино для того, чтобы проявить себя и убедить партизан присоединиться к армии. После подрыва виадука и уничтожения пушки Фейрберн отправляется на верфи, которые фашисты используют для доставки оружия и наводит бомбардировщиков, чтобы уничтожить объект.
Узнав о сицилийской мафии, которая помогла сорвать работу на верфи, замедлив пересылку частей оружия, Фейрберн встречает криминального авторитета Сальваторе для получения более подробной информации, который согласился оказать дополнительную помощь после убийства Пьеро Капо, лидера местной чёрной бригады. Не доверяя намерениям мафии, партизаны не хотят поддерживать Альянс. Однако, информатор УСС майор Ганс Дорфман сообщает, что Кесслер находится на Объекте Маггацено, где собирают ракеты, после чего Фейрберн проникает на базу, чтобы похитить Кесслера и украсть его исследовательские заметки. На допросе Кесслер говорит «Ангелу», что её отец жив, побуждая партизан начать штурм города Джиови Фиорини и найти доверенное лицо майора Бёма Клауса Ротбауэра. После этого Кесслер рассказывает Фейрберну о том, что он умирает, и что ни нацисты, ни союзники больше ничего от него не добьются, а также о том, что информация, рассказанная «Ангелу» была ложной, чтобы заманить партизан в ловушку. Фейберн отправляется в Джови Фиорини и устраняет Ротбауэра, но в результате завязавшегося боя партизаны попадают в мясорубку.
Собранные данные позволяют ОСС обнаружить Бёма и узнать об операции «Лавина» и о построении ракеты, отправленной в крепость Аллагра, с намерением нанести достаточный урон по флоту, чтобы с успехом предотвратить вторжение в Италию и попытаться убить генерала Дуайта Эйзенхауэра. Фейрберн проникает на базу и отключает каждую ракету. Когда он пытается вызвать бомбардировщиков к объекту, Дорфман выходит с захваченным «Ангелом», называя себя Бёмом. Бём убивает «Ангела» и быстро отходит к своему самолёту, намереваясь взлететь и лично провести атаку на корабль Эйзенхауэра. Фейрберн преследует и убивает Бёма, уничтожив самолёт (либо расстреляв двигатели, либо выстрелом в ракету, как угодно игроку), после чего прилетают бомбардировщики, чтобы уничтожить базу.

## Разработка
Sniper Elite 4 был разработан Rebellion Developments. По словам Тима Джонса, руководителя творческой студии Rebellion, игра была задумана как «снайперский рай». В результате, команда расширила размеры и масштабы карт и уровней игры, чтобы у игроков была возможность сделать «реальный выстрел». Системы анимации, искусственного интеллекта и технологии рендеринга игры также были переработаны.
505 Games, издатель двух предыдущих игр, не участвовала в производстве игры, и Sniper Elite 4 был выпущен Rebellion в цифровом виде. Rebellion прекратила партнёрство с компаниями Sold Out и U&I Entertainment — издателями и распространителями Zombie Army Trilogy, которые помогли создать физические копии игры. В феврале 2016 года китайская компания цифровых искусств случайно показала игру. Джейсон Кингсли, генеральный директор Rebellion, не подтвердил существование игры и добавил, что компания скоро планирует объявить о новой игре. Sniper Elite 4 была анонсирована 7 марта 2016 года.
13 июня 2016 года на Е3 2016 было объявлено, что Sniper Elite 4 выйдет 14 февраля 2017 года.
14 октября 2020 года разработчики анонсировали выход игры на платформе Nintendo Switch. Релиз на платформе состоялся 17 ноября 2020 года.
8 января 2025 года состоялся выход игры на мобильных устройствах под управлением iOS.

## Отзывы и критика
| Сводный рейтинг | Сводный рейтинг | Сводный рейтинг |
| Издание         | Оценка          | Оценка          |
| Издание         | PC              | PS4             |
| --------------- | --------------- | --------------- |
| GameRankings    | 80,46 %         | 78,32 %         |

Sniper Elite 4 получила «в целом положительные» отзывы, согласно агрегатору Metacritic.

### Продажи
В июне 2016 года компания Sold Out, занимающаяся распространением игры в Великобритании, описала игру как «большой хит» и поделилась ожиданиями продажи около 200 000 физических копий в день запуска в Соединённом Королевстве.
Летом 2018 года, благодаря уязвимости в защите Steam Web API, стало известно, что точное количество пользователей сервиса Steam, которые играли в игру хотя бы один раз, составляет 715 583 человека.